# Louis Krages

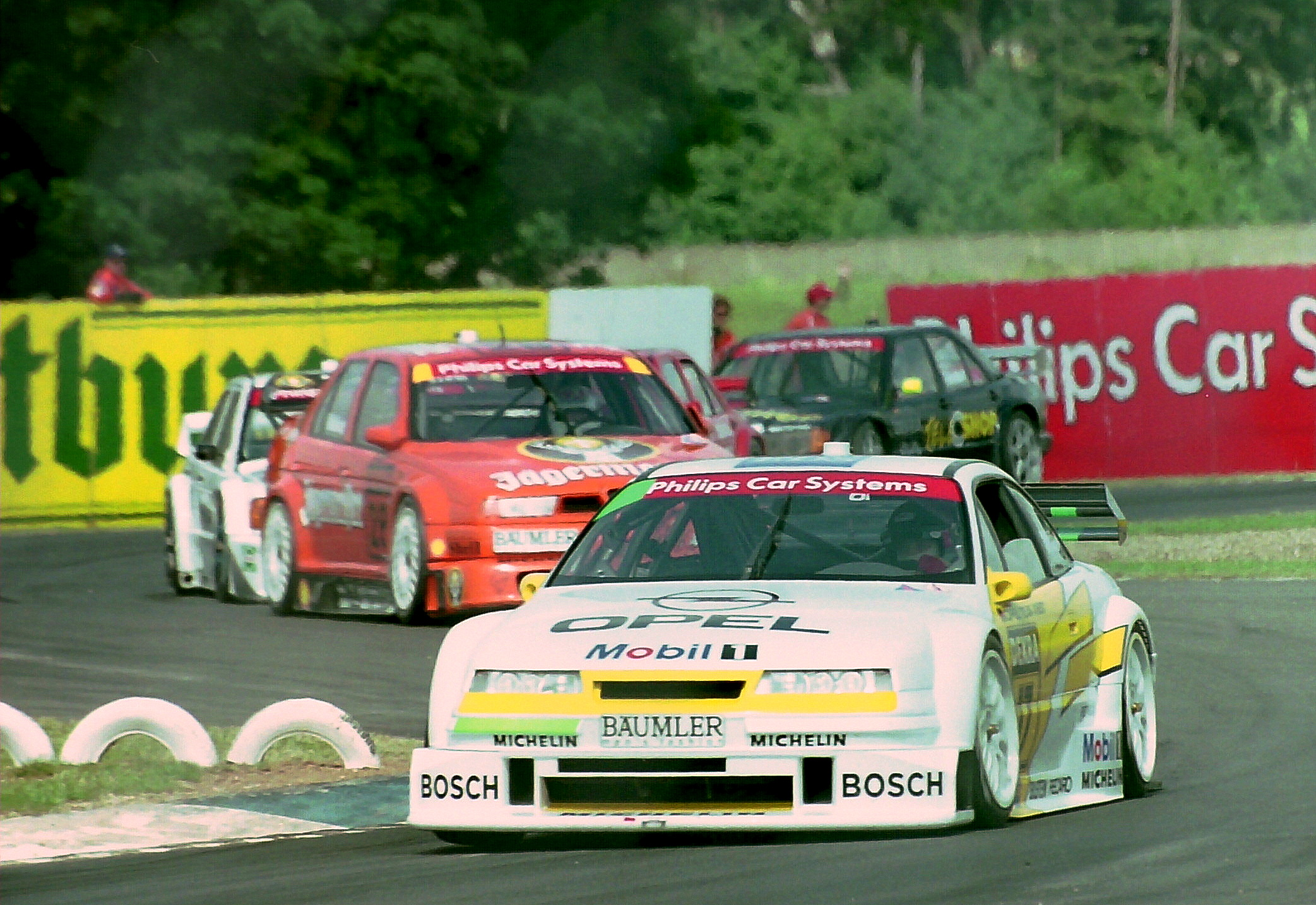
Louis Krages op Donington Park in 1994.

Louis Krages, beter bekend onder zijn racepseudoniem John Winter (Bremen, 2 augustus 1949 - Atlanta, Georgia, Verenigde Staten, 11 januari 2001), was een Duits autocoureur. In 1985 won hij de 24 uur van Le Mans en in 1991 won hij de 24 uur van Daytona.

## Carrière
Krages gebruikte tijdens zijn autosportcarrière het racepseudoniem "John Winter" zodat zijn familie, met name zijn moeder, er niet achter zou komen wat zijn "hobby" was. Als John Winter debuteerde hij in 1978 in de 24 uur van Le Mans, waar hij tien keer aan deel zou nemen. In 1985 won hij samen met Klaus Ludwig en Paolo Barilla de race voor het team Joest Racing in een Porsche 956. Naar aanleiding van zijn succes verscheen zijn foto in de krant, waardoor zijn moeder erachter kwam welke baan hij nu echt had.
Krages reed lange tijd in het Duitse Interserie-kampioenschap. Hij reed vooral voor privéteams in hun Porsches. In 1986 werd hij kampioen in de klasse. In 1991 won hij in een Porsche 962 de 24 uur van Daytona voor Joest Racing, een zege die hij deelde met zijn co-coureurs Frank Jelinski, Henri Pescarolo, Hurley Haywood en Bob Wollek. In 1993 kwam hij met deze auto ook uit in de IMSA GTP. Na dat jaar kwam dit kampioenschap ten einde, waardoor de auto ook niet meer gebruikt zou worden.
In 1994 stapte Krages over naar de DTM, waarin hij voor Joest in een Opel Calibra reed. In de race op AVUS was hij betrokken bij een ongeluk en vloog zijn auto in brand. In 1995 reed hij voor het eerst races onder zijn geboortenaam en kwam hij uit in de DTM voor Zakspeed in een Mercedes-Benz C-Klasse. Dit was zijn laatste seizoen als autocoureur.
Na zijn racecarrière verhuisde Krages naar Atlanta in de Amerikaanse staat Georgia om een speelgoedfabriek te beginnen. Op 11 januari 2001 pleegde hij op 51-jarige leeftijd zelfmoord nadat hij al langere tijd met depressies kampte.